# Itáliai forradalmak 1848–49-ben

## Előzmények
Itália a középkor eleje óta számos kisebb-nagyobb államra tagolódott. A városállamok erre a korra eltűntek, beolvadtak a nagyobb egységekbe. A bécsi kongresszus után visszakerültek a Nápoly-Szicíliai Királyság trónjára a Napóleon csapatai által elűzött Bourbonok. Uralkodásuk ellen már 1847–48 telét megelőzően is több felkelés robbant ki, különösen Szicíliában tápláltak erős ellenérzéseket régi-új uralkodóikkal szemben a függetlenségre vágyó lakosok.
Észak-Itálián Napóleon legyőzése után két hatalom, a Habsburg Birodalom és a Szárd–Piemonti Királyság osztozott. A Szárd Királyság ellenőrizte a piemonti Torino és Genova környékét, Ausztria közvetlenül ellenőrizte Lombardiát és Velencét, ráadásul osztrák főhercegek kormányozták Toszkánát és Modenát. Ezen felül osztrák csapatok állomásoztak a pápai államhoz tartozó Ferrara erődjében, valamint Parma és Modena nyugati határánál, Piemont közvetlen szomszédságában. Többször be is avatkoztak a félsziget más államainak belügyeibe, 1821-ben egy puccsot szereltek le Piemontban, 1831-ben a carbonarik felkelését verték le a pápai államban, és II. Ferdinánd nápoly–szicíliai királynak is segítséget nyújtottak hatalma megtartásához. Nem csoda, hogy az olasz egység hívei Ausztriában látták legfőbb elnyomójukat, törekvéseik elsősorban ellene irányultak.
A 19. század nacionalista szelleme az olaszokat sem hagyta érintetlenül, sokan álmodoztak egy egységes Olaszország létrehozásáról. A monarchista hazafiak általában általában két lehetőségben gondolkodtak, az egyik a pápa fősége alatt létrejövő laza szövetség lett volna, a másik szerint az egyetlen olasz nemzetiségű monarchia, a Szárd-Piemonti Királyság koronája alatt jöhetne létre egy központosított Olasz Királyság. Akadtak köztársaságpárti nacionalisták is. Egyesek, mint a carbonarik, illetve azok egyik szervezete, az Ifjú Itália tagjai tettekkel is változtatni akartak ezen a helyzeten, merényleteket követtek el, titkos összejöveteleiken puccsokat szerveztek. A nemzeti érzelmű értelmiség legfőbb ellenségét az Osztrák Császárságban látta.
Emellett Itáliában is napirenden volt a polgárosodással összefüggő, liberális és demokratikus reformok iránti igény.

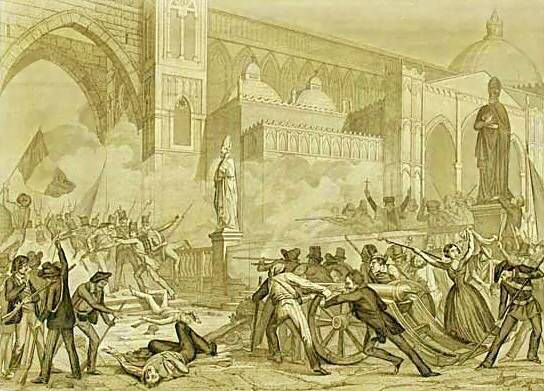
Felkelés Palermóban, 1848. január 12.

## Forradalom Szicíliában és Nápolyban
1848 január 12-én Palermóban egy békés tüntetés felkelésbe csapott át, a felkelők súlyos harcok árán hamarosan kiűzték a városból a királyi csapatokat. Bár a királyi flotta január 16-án még lőtte Palermót, a katonaság hamarosan elhagyta a szigetet. Az események hatására II. Ferdinánd király január 18-án amnesztiát hirdetett, és eltörölte a cenzúrát, és a január 27-én Nápoly városába is megérkező forradalom hatására alkotmányt adott népének. Február másodikán Ruggiero Settimo vezetésével ideiglenes kormány alakult Szicíliában
Márciusban II. Ferdinánd király még csapatokat küldött az Észak-Itáliában kitört Habsburg-ellenes felkelések megsegítésére, a pápa elhatárolódását követően azonban visszavonta, és a nápolyi felkelők ellen vetette be őket. Május 15-én estére Ferdinánd ismét uralta Nápolyt. Szicíliával nem volt ilyen egyszerű dolga. A sziget státuszáról Nagy-Britannia és Franciaország is tárgyalni akart az uralkodóval, az egységes királyság helyett szívesen láttak volna egy perszonáluniót. A király azonban 1849. március 29-én hadsereggel indult birtokainak visszaszerzésére. Április 6-ára a királyi csapatok kezébe került Catania kikötővárosa, majd a király Palermo ellen vonult. Dolgát megkönnyítette a Palermo és Messina közötti viszály, és április 27-én a nápolyi flotta megérkezésekor a forradalom fővárosának, Palermónak helyőrsége kapitulált. A felháborodott lakosság ugyan felvette a harcot a katonasággal, de május közepére Ferdinánd király helyreállította uralmát a szigeten.

## Ausztria-ellenes felkelés Észak-Itáliában

### A szabadságharc kitörése és kezdeti sikerek
Az Ausztria-ellenes szervezkedések központja Milánó volt, Lombardia fővárosa. Már január 2-án kitört itt a Dohánylázadás, amely az osztrák dohánymonopóliummal szembeni tiltakozásból indult ki, a tüntetők a dohánytermékek bojkottjára szólították fel az olaszokat. A dühös tömeget szivarozó császári katonák is ingerelték, a tüntetés fegyveres összetűzésbe torkollott. Január 3-ára a karhatalom úrrá lett a lázadáson, de az olaszok és a császári hatalom között feszültség ezután sem csökkent.
Február 5-én Torino városi tanácsa alkotmányt kért Károly Albert szárd–piemonti királytól, amit az rövidesen meg is ígért, 8-án kihirdette a kiadandó alkotmány alapelveit.

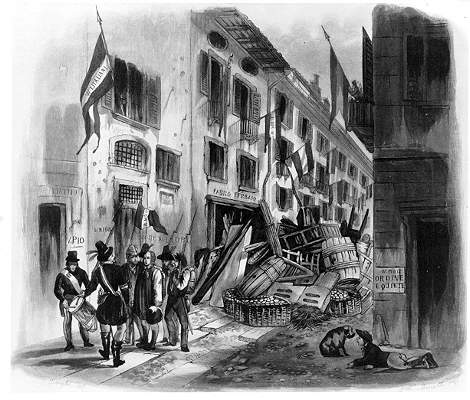
„Ötnapos felkelés” Milánóban (le cinque giornate di Milano), 1848. március 18–22.

Március 13-án kitört a bécsi forradalom, aminek a híre 17-én ért Milánóba. A liberális és radikális olasz vezetők másnapra tüntetést szerveztek, aminek fő követelései a sajtószabadság, polgárőrség megszervezése és nemzeti kongresszus összehívása voltak. A polgármester bejelentette a tüntetést a katonaságnak, és kérte, hogy ne avatkozzanak közbe. Mintegy 10 000 tüntető a kormányzóság elé vonult, hogy petíciójukat átadják a kormányzónak. A kormányzó helyettese azt át is vette, azonban a kormányzói palotát őrző katonaság és a tüntetők között kirobbant a véres összecsapás. A belvárosban barikádokat állítottak fel, az ellenállás megszervezésére bizottságot hoztak létre. Estig a hadsereg visszafoglalta a kormányzói palotát és néhány más fontos pontot, a felkelők azonban kitartottak, az ellenállás egyre fokozódott. A csapatokat vezető idős Radetzky tábornagy március 20-án visszavonta a városban szétszórtan harcoló csapatait a várba, majd onnan - hosszú távon a Milánóban maradást kockázatosnak tartva - 23-án kivonult és a veronai Erődnégyszögbe (Quadrilatero) húzódott vissza, ahova április 1-jén érkezett meg. Itt védelemre rendezkedett be és várta az erősítést.

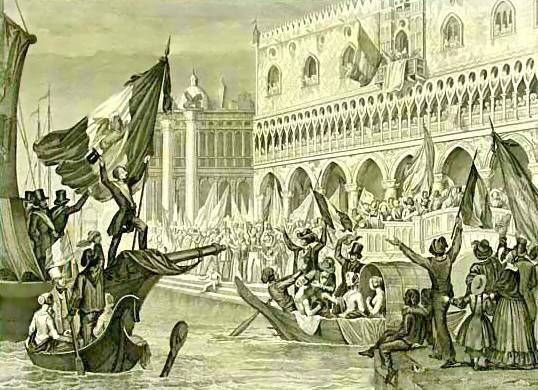
Szent Márk Köztársaságának kikiáltása, 1848. március 22.

Március 17-én tüntetések kezdődtek Velencében is, először csak a januárban letartóztatott Daniele Manini és Niccolo Tommaseo szabadon bocsátását követelték, amit Pálffy Alajos kormányzó a bécsi forradalom árnyékában nem mert megtagadni. A Szent Márk teret azonban este már feltűzött szuronyú katonaság tisztította meg. Másnap délelőtt már halálos áldozatokat követelt a kődobáló tüntetőkre leadott sortűz, azonban délutánra visszatért a nyugalom, mert a kormányzó engedélyezte a polgárőrség felállítását, este pedig bejelentette, hogy a császár alkotmányt ígért. 19-én már nyíltan barátkoztak a katonák és a tüntetők, 20-án és 21-én sem került sor atrocitásra. 22-én azonban meggyilkolták az Arzenál parancsnokát, a tömeg pedig kifosztotta a fegyvertárat. Manin kikiáltotta Szent Márk Köztársaságának helyreállítását, Pálffy lemondott, utódja, Zichy Ferdinánd gróf pedig 5000 fős helyőrség élén kapitulált. Velencéből 23-ára viszonylag békésen sikerült eltávolítani a császári-királyi megszállókat. Ezek a csapatok is, csakúgy, mint az osztrákok többi Észak-Itáliában állomásozó csapata, a Parmában és Modenában állomásozó helyőrségeket is beleértve, az erődnégyszögbe vonult. Áprilisra ezt a területet leszámítva Észak-Itáliában megszűnt az osztrák megszállás.
A felkelők a Szárd–Piemonti Királyság révén külső támogatót is kaptak, Károly Albert ugyanis március 23-án hadat üzent az Osztrák Császárságnak, valamivel később a Vatikán, a Toszkánai Nagyhercegség, a Parmai Hercegség, valamint a Nápoly–Szicíliai Királyság is csapatokat küldött az osztrákok ellen. Amikor azonban nyilvánvalóvá vált, hogy a pápai csapatok a Pó folyótól délre megálltak, és csak az osztrákok dél felé nyomulását kívánják megakadályozni, II. Ferdinánd nápoly–szicíliai király is visszavonta csapatait, és a nápolyi forradalom leverésére használta fel őket.

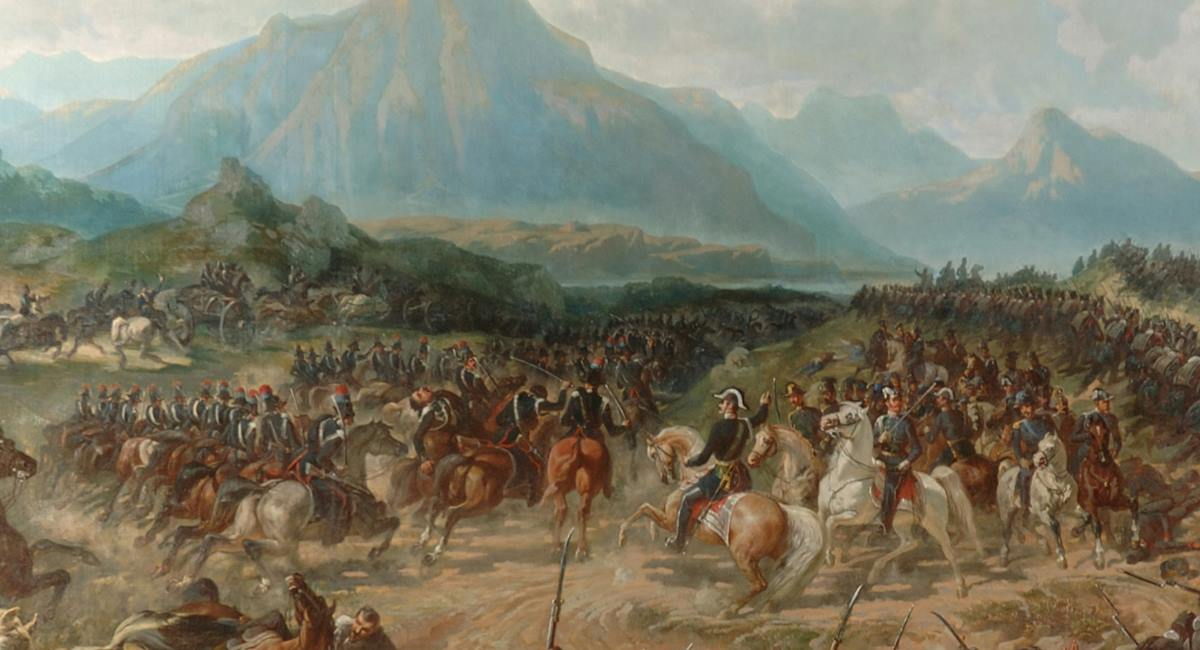
Károly Albert győzelme Pastrengónál, 1848. április 30.

Március 26-án Károly Albert király hadseregével megérkezett Milánóba. Április 6-án pedig már Peschiera erődjét ostromolta. Április 30-án a pastrengói csatában vereséget mért Radetzkyre, és sikerült elvágnia Veronától az ostromlott Peschiera erődöt. Károly Albertnek lehetősége lett volna Velence tartomány ellen vonulni, hogy megnehezítse Radetzky utánpótláshoz jutását – korabeli szakértők ezt is várták – ő azonban elsősorban Lombardia meghódolását kívánta biztosítani, mivel tudta, hogy a milánói radikálisok független köztársaságot szeretnének. A május 29-én rendezett nyílt népszavazás végül nagy többséggel jóváhagyta Lombardiának a Szárd Királysághoz való csatlakozását, közben azonban Radetzky megkapta a szükséges erősítést, és ellentámadásra indult. Bár május 30-án a goitói csatában a piemontiak megakadályozták Peschiera felmentését (az erőd e napon elesett), Károly Albert nem aknázta ki sikerét, és a piemonti hadsereg elveszítette előnyös stratégiai helyzetét.

### Radetzky ellentámadása és a felkelés leverése
Az osztrákok júniusban hozzáláttak Velence szárazföldi blokádjához, Károly Albertet végleg elvágva a várostól. Ettől függetlenül a tartományi gyűlés július 4-én a Szárd Királysághoz való csatlakozás mellett döntött, a Köztársaság ezzel megszűnt.
Radetzky június 12-én bevette Vizenzát, és további sikerek után július 25-én döntő vereséget mért a piemonti-szárd csapatokra a custozzai csatában, az újraszerveződő egységeket Milánó előtt ismét megfutamította augusztus 4-én. Bár az ideiglenes kormány védeni akarta Milánót, Károly Albert király visszavonta csapatait saját országának eredeti határai mögé, elveszítve ezzel a polgárság szimpátiáját (a parasztság a kezdetektől ellenérzéseket táplált vele szemben). A szárd királyi csapatok az augusztus 9-én Vigevanóban először hat hétre megkötött, majd többször hosszabbított fegyverszünet eredményeként egészen 1849. március 20-ig saját határaikon belül maradtak.
A fegyverszünet után augusztus 13-án Velencében Maninit háromtagú direktórium élén diktátorrá választották, és új szövetségest kerestek. A franciák és a britek azonban csak közvetítőként voltak hajlandók fellépni, amit az osztrákok csak időhúzásra használtak fel.

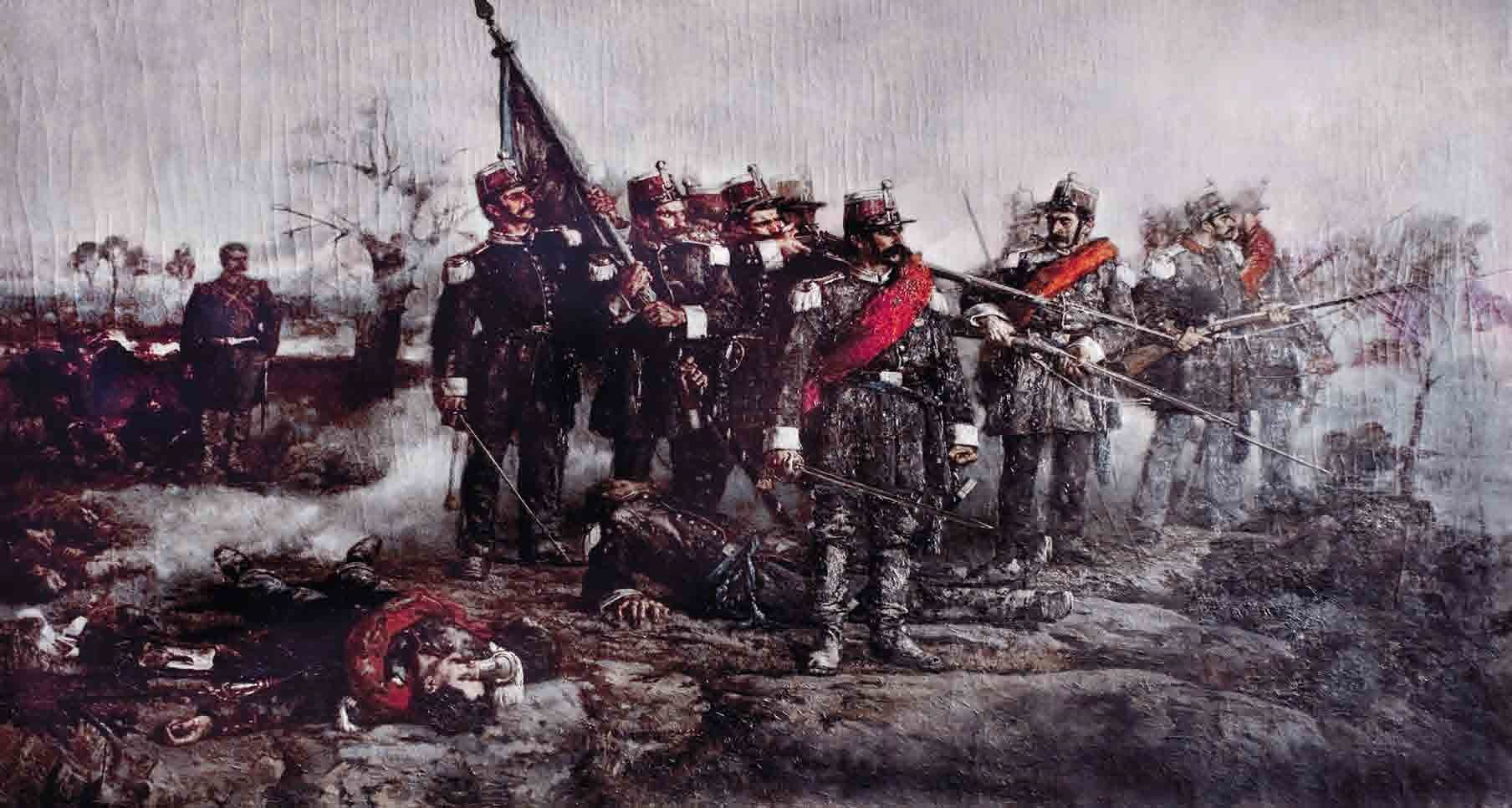
A szárd–piemontiak veresége Novaránál, 1849. március 23.

A Szárd–Piemonti Királyság 1849. március 12-én felmondta a vigevanói fegyverszünetet, a szárd királyi hadsereg meginduló támadására azonban Milánó nem reagált, Radetzky pedig felkészülten várta azt. A császáriak március 23-án a novarai csatában súlyos vereséget mértek a piemonti hadseregre, ezután Károly Albert király – nem akarván elfogadni a Radetzky diktálta fegyverszüneti feltételeket – lemondott trónjáról fia, Viktor Emánuel trónörökös javára. Viktor Emánuel március 26-án már kedvezőbb feltételekkel írta alá a fegyverszüneti megállapodást. Alessandria kivételével nem került sor a piemonti erődök megszállására, a Szárd Királyság azonban ezután már nem avatkozott be az észak-itáliai eseményekbe.
A május során az osztrák csapatok sorra visszafoglalták Romagna és Toszkána városait. Haynau véresen leverte a novarai csata napján, 1849. március 23-án kitört bresciai felkelést. Radetzky, közben Velence ostromára indult, Haynau csapatait is maga mellé véve. A város január óta élelmezési nehézségekkel küzdött, azonban továbbra is kitartott. A márciusban a Velencei Köztársaság elnökévé nyilvánított Manini 21 000 katonával rendelkezhetett, mivel ide vonultak vissza a tartomány többi városának katonái is. Május 4-én Radetzky teljes kapitulációra szólította fel a velenceieket, amnesztiát ígérve a közkatonáknak és altiszteknek, valamint 24 órát a város szabad elhagyására mindenkinek. A törvényhozó gyűlés elutasította az ajánlatot, bízva Franciaország és Nagy-Britannia közvetítésében, és arra kérte a császári parancsnokságot, szüneteltesse a harcot a válasz megérkezéséig. Radetzky erre sem volt hajlandó, és május 6-án megkezdte Margherának, Velence egyetlen megmaradt, jól védhető szárazföldi erődjének ostromát.

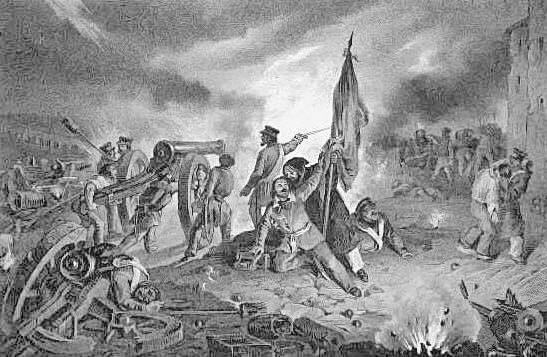
Az ostromlott Marghera (korabeli litográfia).

Marghera erődje május 27-én elesett, ezzel a város sorsa megpecsételődött. Június 20-án és július 1-jén a törvényhozó gyűlés tárgyalást kezdeményezett Radetzky feltételeinek enyhítéséért, de miután nem jártak sikerrel, a harc folytatása mellett döntöttek. Július végére a város alapvető élelmiszerekben is hiányt szenvedett és kolerajárvány is pusztított. Ekkorra már az osztrákok legnehezebb ágyúi is elérték a város nagy részét, Radetzky attól tartott, hogy az ostromban elpusztul Velence. Ezért augusztus 14-én megismételte ajánlatát, a városi tanács még egyszer megpróbált könnyítést kiharcolni, azonban Radetzky ekkor sem engedett. Az ideiglenes kormány és a nemzetgyűlés lemondott, a város tanácsa kapitulált. Manini augusztus 27-én elmenekült Korfura, Velencébe 28-án bevonultak az osztrákok.

### Magyar kapcsolatok az olasz felkeléssel
Mind az észak-itáliai, mind a magyar szabadságharc az Osztrák Császárság ellen harcolt, így természetes szövetségesek voltak. A Habsburg seregben mégis harcoltak magyar katonák az olasz szabadságharc ellen, olyanok, akik eleve oda voltak vezényelve. Közöttük volt ekkor Damjanich János tábornok is, akit Haynauval való konfliktusa miatt büntetésből vezényeltek oda, de aki ott meggyőződésből harcolt az olasz forradalom ellen. A már besorozott katonák részvételét a harcokban a magyar közvélemény fájdalmasnak, de elkerülhetetlennek tartotta, és ezt így fogták föl az olaszok is, akik sikertelenül próbálták a magyar katonákat rávenni a dezertálásra. Nagyon népszerűtlen volt viszont, hogy a Habsburg udvar azt követelte a Batthyány-kormánytól, hogy adja meg az "olasz segély"-t, vagyis állítson ki újabb magyar katonákat az olasz szabadságharc leverésére. Az  az osztrák kérés a Pragmatica Sanctio alapján törvényes volt, és ezt a magyar kormány is elismerte, mégis próbáltuk az időt húzni. Végül július 20-án a magyar országgyűlés megszavazott egy olyan feliratot, amely időhúzó feltételekkel, de beleegyezett az olasz segély megadásába. Petőfi Hány hét a világ? c. verse tükrözi a közvélemény fölháborodását. Gyakorlati jelentősége nem lett a határozatnak, mert néhány nap múlva Radeczky tábornok enélkül is győzőtt a custozzai csatában, utána pedig gyorsan romlott a magyar kormány és az udvar kapcsolata, így a kérdés lekerült a napirendről.
Már 1848 októberében megindultak a tapogatózások a egyrészt a magyar, másrészt a szárd és velencei vezetők között esetleges szövetség megkötésére. Ugyanakkor Magyarország, amely ekkor még a Habsburg Birodalmon belül akart maradni, nem léphetett hivatalos diplomáciai kapcsolatba a lázadókkal és a Birodalomra támadó Szárd Királysággal. Teleki László október 10-én jelezte Kossuthnak, hogy mind a velencei, mind a lombardiai emigránsokkal rendszeresen találkozik. Azt is Kossuth tudtára adta, hogy Velence követe, Niccolo Tommaseo véd- és dacszövetséget ajánl Magyarországnak. A velencei kormány azonban ekkor még elzárkózott a szerződéskötéstől, mert a magyarok helyzetét reménytelennek ítélte. Ezután Teleki a Szárd–Piemonti Királysággal kötendő szövetség lehetőségét kezdte vizsgálni, és érintkezésbe lépett Alberto Riccivel, Torinó párizsi követével. November 12-én felhatalmazást kapott Kossuthtól egy megbízott kiküldésére, Teleki pedig Splény Lajos bárót szemelte ki erre a feladatra.
Splény azt javasolta Perrone piemonti miniszterelnöknek, hogy az átálló magyar katonákat fegyverezze fel, és a piemonti flotta tegye őket partra Fiuménál, ahonnan könnyebben hazajuthattak volna, mint a Pó-síkságról. December 3-án ugyanis Teleki és titkára, Szarvady Frigyes, felszólítást intézett az Itáliában harcoló magyarokhoz, hogy siessenek saját hazájuk védelmére. Bár a flotta parancsnoka kétségeinek adott hangot, a kormány az elképzelés mellé állt és segítséget ígért. Ennek megfelelően Splény a kiáltványhoz egy kiegészítést fűzött, amelyben nem hazaindulásra, hanem a piemontiakhoz való átállásra biztatta a magyar katonákat. Valószínűleg ez az ellentmondás is hozzájárult ahhoz, hogy alig 2-300 katona szökött át a szárd csapatokhoz, köztük Türr István, akinek vezetésével 1849 februárjában megalakult az önálló magyar légió.
Április 26-án Kossuth megbízatásából indult Velencébe Brattich János széles körű megbízatással, és június 3-án (május 20-ára visszakeltezve) szövetségi szerződést kötött Magyarország és a Velencei Köztársaság között. Ebben a magyar kormány rendszeres segélyt ígért Velencének, cserébe Velence segítséget ígért egy harcoló magyar tengeri haderő felállításához, valamint egy magyar légió felszerelését vállalta.

## Forradalmi események a Pápai Államban
1846-ban IX. Piusszal egy liberális hírében álló, reformer vezető került a római katolikus egyház és a pápai állam élére. Első intézkedései között szerepelt politikai foglyok szabadon engedése és a cenzúra enyhítése, emellett az államigazgatás átalakításához is hozzákezdett. Államtanácsot, és laikus tagokkal kibővített, kilenctagú minisztériumot állított fel, sőt, 1848 március 14-én kihirdették az alkotmányt, és parlamenti választásokat tartottak.
Az olasz nacionalisták körében sokan pápai főség alatt képzelték el az olasz nemzet egyesítését. Ők különösen keserűen csalódtak, hogy a liberális elveket valló, olasz származású pápa nem volt hajlandó háborúba bocsátkozni Ausztriával, amikor március végén, a milánói, velencei és mantovai felkeléseket követően Piemont, Toszkána és Parma is hadra kelt a császár ellen. Bár Piusz is csapatokat indított északra, de csak a pápai birtokok védelmére hatalmazta fel őket, a Pó folyót nem léphették át. Április 29-én kiadott nyilatkozatában a IX. Piusz pápa arra hivatkozva utasította el a hadüzenetet sürgető követeléseket, hogy neki, az apostolok utódának minden nemzet iránt egyforma atyai szeretet kell gyakorolnia.

A Római köztársaság katonai zászlaja

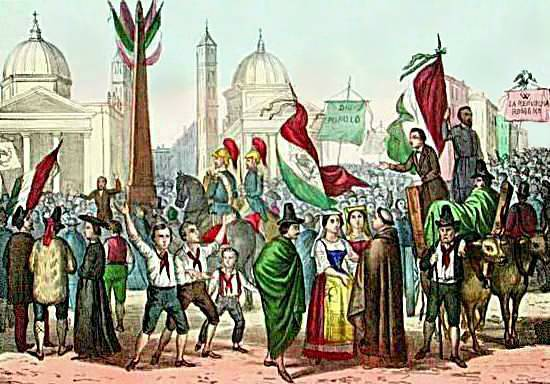
A Római Köztársaság kikiáltása a Piazza del Popolón, 1849. február 9.

Bár 1848 folyamán Piusz további reformokat vezetett be, Ausztriával szembeni magatartását sokan árulásként fogták fel Rómában. A közhangulat fokozatosan ellene fordult. Növelte a lakosság elégedetlenségét a munkanélküliség is, amelyen a – francia mintára létrehozott – nemzeti műhelyekkel sem sikerült úrrá lenni, részben pénzhiány miatt. Egyre szaporodtak a radikálisokat tömörítő klubok. A custozzai csatavesztés után hazatérő önkéntesek tovább erősítették az Ausztria-ellenes háború pártját. A pápa azt remélte, egy új kormánnyal sikerül lecsillapítani a lázongókat. Augusztusban Terenzio Mamiani gróf kabinetje helyett új kabinet alakult, melynek valódi vezetője Pellegrino Rossi volt. A kormány további lépéseket tett az állam átalakításában, a bevételek növelése érdekében tervbe vette az egyházi vagyon megadóztatását, a kereskedelem fejlesztését és vasútépítést is szorgalmazott. Ezzel azonban nem tudta lecsillapítani a hazafias háború elutasítása miatti elégedetlenséget, ami végül november 15-én Rossi meggyilkolásában öltött testet. Még ezen a napon Rómában kitört a forradalom, nagy tömeg vonult a Quirinale-palotához, ahol követelték egy demokratikus kabinet kinevezését, és az Ausztria elleni hadüzenetet.
IX. Piusz november 24-én a szökés mellett döntött. Álruhában jutott ki a radikális elemek kezére jutott Rómából. Déli irányba menekült, a nápolyi királysághoz tartozó Gaetába. Az utánaküldött római követeket nem volt hajlandó fogadni. Eközben a kormány választásokat hirdetett meg, és az általános választójog alapján megválasztott új, alkotmányozó nemzetgyűlés február 5-én ült össze. Február 9-én kikiáltották a Római Köztársaságot. A pápát megfosztották világi hatalmától, amire válaszul Piusz 18-án hivatalos kéréssel fordult a katolikus uralkodókhoz, hogy helyezzék őt vissza a hatalomba. Először a franciák álltak a pápa mellé, a francia nemzetgyűlés április 16-án nagy többséggel megszavazta a római hadjáratot, és az expedíciós hadsereg már április 24-én partra szállt a Rómától mintegy 55 km-re fekvő Civitavecchiában. Április 27-én Garibaldi megérkezett önkénteseivel Róma védelmére, ami felcsillantotta a város sikeres védelmének reményét.
Nem sokkal később az osztrák csapatok is a Római Köztársaságra támadtak. 1849. május 16-án elfoglalták Bolognát, május 25-én pedig elesett Firenze, az időközben kikiáltott, majd a Római Köztársasággal egyesített Toszkánai Köztársaság fővárosa. Ebben a helyzetben a francia csapatokat vezető Oudinot tábornok (Nicolas Charles Oudinot-nak, I. Napóleon marsalljának fia) felajánlotta a kormánynak, hogy megvédi az esetleges osztrák támadással szemben. A római kormány azonban nem akarta beengedni őt és mintegy 30 000 fősre duzzadt hadseregét Róma városába. A franciák ezért június 3-án támadni kezdték a várost. A nemzetgyűlés június 30-án a kevés védő és az elégtelen fegyverzet miatt a város feladása mellett döntött. Garibaldi és önkéntesei július 2-án vonultak el Velence védelmére, másnap a franciák bevonultak Rómába. A nemzetgyűlést feloszlatták, a lakosságot lefegyverezték, a radikális klubokat bezárták.
A pápa 1850-ben tért vissza, a franciák pedig egészen 1870-ig Rómában maradtak.

## Lásd még
- Itália egyesítése